# Hyman Bass

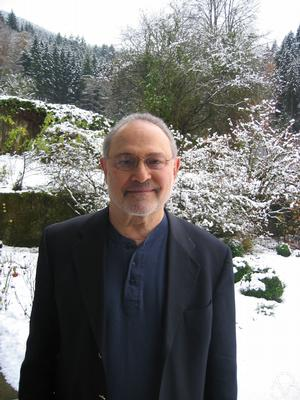
H. Bass en 2007 à Oberwolfach.

Hyman Bass, né en 1932 à Houston, est un mathématicien américain, connu pour des travaux en algèbre et pour son enseignement des mathématiques. De 1959 à 1998, il a été professeur au Département de mathématiques à l'université Columbia, où il est maintenant professeur émérite. Il est actuellement professeur de mathématiques à l'université du Michigan.

## Biographie
Il obtint son doctorat en 1959 à l'université de Chicago, sous la direction d'Irving Kaplansky.
Son premier étudiant de thèse, en 1967, fut Tsit Yuen Lam.
Il fut président de la Commission internationale de l'enseignement mathématique de 1999 à 2006.
Depuis 1996, il fait des recherches à l'université du Michigan sur la connaissance mathématique en général et sa pédagogie.
Il fut aussi l'un des membres du groupe Bourbaki.

## Travaux
Ses recherches portèrent sur la K-théorie algébrique, l'algèbre commutative, la géométrie algébrique, les groupes algébriques, des méthodes géométriques en théorie des groupes et les fonctions ζ sur les graphes simples finis.
On lui doit la théorie de Bass-Serre (en).

## Récompenses
- En 1975, il reçut avec Daniel Quillen le prix Cole en algèbre.
- En 1982, il fut élu membre de l'Académie nationale des sciences.
- En 1983, il fut élu membre de l'Académie américaine des arts et des sciences[4].
- En 2006, il reçut la National Medal of Science.